# Limenitis calliphiclea
Limenitis calliphiclea är en fjärilsart som beskrevs av Butler 1870. Limenitis calliphiclea ingår i släktet Limenitis och familjen praktfjärilar. Inga underarter finns listade i Catalogue of Life.